# Серен-дель-Граппа
Серен-дель-Граппа (итал. Seren del Grappa) — коммуна в Италии, располагается в провинции Беллуно области Венеция.
Население составляет 2609 человек, плотность населения составляет 42 чел./км². Занимает площадь 62 км². Почтовый индекс — 32030. Телефонный код — 0439.
В коммуне особо почитается Пресвятая Богородица (Madonna del Voto), празднование 14 июля.